# Sclerocactus wetlandicus
Sclerocactus wetlandicus är en kaktusväxtart som beskrevs av Fritz Hochstätter. Sclerocactus wetlandicus ingår i släktet Sclerocactus och familjen kaktusväxter. Inga underarter finns listade i Catalogue of Life.

## Bildgalleri

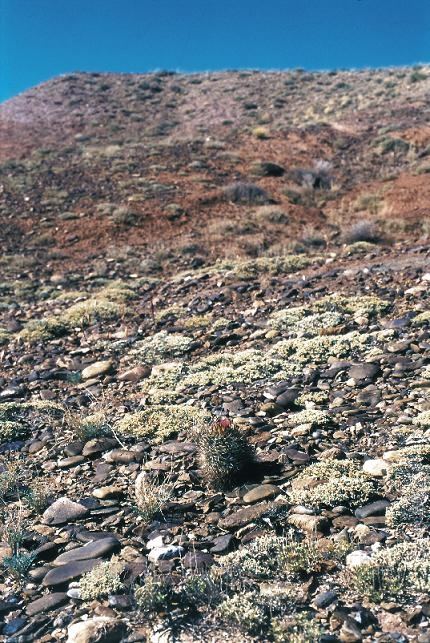
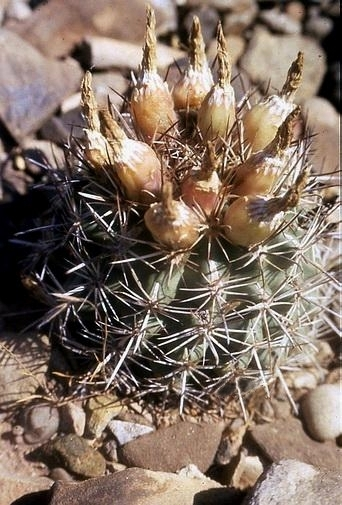
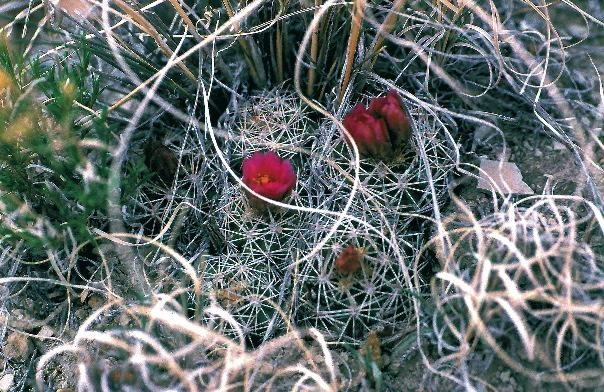
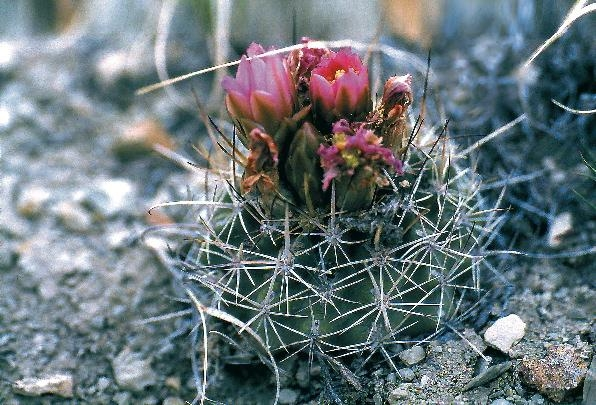
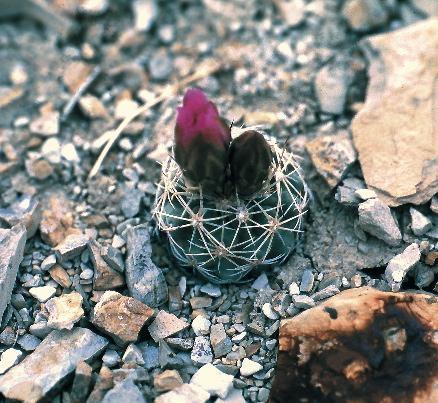
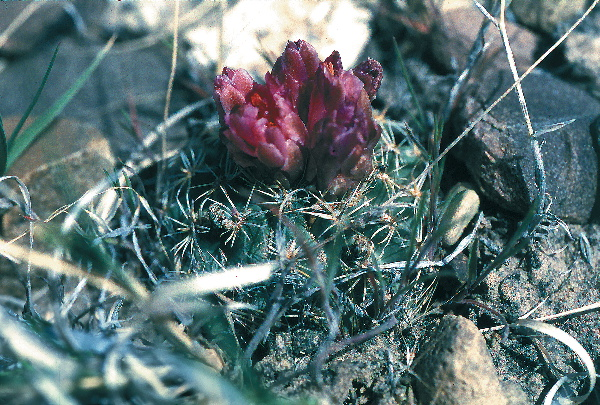